# Schwabenhansl
Der Schwabenhansl, eigentlich Hans Lorenz, (geb. vor 1915; gest. nach 1959) war ein deutscher Conférencier in Frankfurt beim Kabarett und Rundfunk- und Schallplattenhumorist.

## Leben
In der Zeit des Nationalsozialismus mit Berufsverbot belegt, gehörte er in der frühen Bundesrepublik zu den präsentesten Komikern. Anlässlich der 4. Internationalen Filmfestspiele 1954 trat er beispielsweise zusammen mit einer Reihe weiterer Prominenter auf der Berliner Waldbühne auf; auch zur Hauptsendezeit im Unterhaltungsprogramm des Fernsehens war er zu sehen. Der inwändige Humor des Schwabenhansls entzog sich Robert Lembke zufolge „sozusagen der Wiedergabe“. Arnold Littmann nannte Lorenz einen „routinierten Autoren“, der besinnliche Akzente witzig zu setzen weiß. Spiegel Wissen bezeichnet ihn als „Volkskünstler“; das Goethe-Institut nannte seinen Humor als „von friedlicher Heiterkeit“ geprägt.
Lorenz betätigte sich auch als Autor in Zeitschriften.

## Diskografie
- Der Schwabenhansl über den Frühling (1952)
- Der Schwabenhansl plaudert über Weihnachten – Ara – 36751[6]
- 1958/9: Die Trost-Platte,
- Schwäbische Spässle, Perl-Serie PLSP 230
- Stammtisch bei Götz von Berlichingen, Bertelsmann 31022
- Stammtisch bei Götz von Berlichingen, Marcato/Eurodisc 60577